# The Culture Show
The Culture Show is een Brits televisieprogramma over boeken, kunst, film, architectuur, muziek, mode en podiumkunsten. Het programma werd tussen 2004 en 2015 wekelijks uitgezonden op BBC Two.